# Comuna Adjamka
Adjamka (în ucraineană Аджамка) este o comună în raionul Kropîvnîțkîi, regiunea Kirovohrad, Ucraina, formată din satele Adjamka (reședința), Hrîhorivka, Pavlo-Mîkolaiivka și Prîvillea.

## Demografie
Componența lingvistică a comunei Adjamka
     Ucraineană (95,95%)
     Rusă (3,2%)
     Alte limbi (0,51%)
Conform recensământului din 2001, majoritatea populației comunei Adjamka era vorbitoare de ucraineană (95,95%), existând în minoritate și vorbitori de rusă (3,2%).